# French Open 2017 (turniej legend powyżej 45 lat)
French Open 2017 – turniej legend powyżej 45 lat – zawody deblowe legend powyżej 45 lat, rozgrywane w ramach drugiego w sezonie wielkoszlemowego turnieju tenisowego, French Open. Zmagania miały miejsce pomiędzy 6–11 czerwca na ceglanych kortach Stade Roland Garros w 16. dzielnicy francuskiego Paryża.

## Drabinka

#### Klucz
- w/o – walkower
- k – krecz
- d – dyskwalifikacja
- Q – kwalifikant
- WC – dzika karta
- LL – szczęśliwy przegrany
- Alt – zawodnik zastępczy
- PR – ochrona rankingu
- SE – specjalna przepustka
- ITF – ranking ITF
- JE – ranking juniorski

### Faza finałowa
|  |       |                                |    |   |  |
|  | Finał |                                |    |   |  |
|  |       |                                |    |   |  |
|  |       |                                |    |   |  |
|  |       |                                |    |   |  |
|  |       | Pat Cash Michael Chang         | 63 | 3 |  |
|  |       | Pat Cash Michael Chang         | 63 | 3 |  |
|  |       | Mansur Bahrami Fabrice Santoro | 7  | 6 |  |
|  |       | Mansur Bahrami Fabrice Santoro | 7  | 6 |  |
|  |       |                                |    |   |  |

### Faza początkowa

#### Grupa A
|    |                                 | Sergi Bruguera Goran Ivanišević | Pat Cash Michael Chang        | John McEnroe Cédric Pioline | Mecze W–L | Sety W–L | Gemy W–L | Miejsce |
| A1 | Sergi Bruguera Goran Ivanišević |                                 | 7:6(2), 2:6, 10–4 (6 czerwca) | 6:3, 3:6, 7–10 (7 czerwca)  | 1–1       | 3–3      | 19–22    | 2.      |
| A2 | Pat Cash Michael Chang          | 6:7(2), 6:2, 4–10 (6 czerwca)   |                               | 6:4, 6:3 (9 czerwca)        | 1–1       | 3–2      | 24–17    | 1.      |
| A3 | John McEnroe Cédric Pioline     | 3:6, 6:3, 10–7 (7 czerwca)      | 4:6, 3:6 (9 czerwca)          |                             | 1–1       | 2–3      | 17–21    | 3.      |

#### Grupa B
|    |                                | Arnaud Boetsch Henri Leconte | Mikael Pernfors Mark Woodforde | Mansur Bahrami Fabrice Santoro | Mecze W–L | Sety W–L | Gemy W–L | Miejsce |
| B1 | Arnaud Boetsch Henri Leconte   |                              | 2:6, 4:6 (8 czerwca)           | 4:6, 3:6 (7 czerwca)           | 0–2       | 0–4      | 13–24    | 3.      |
| B2 | Mikael Pernfors Mark Woodforde | 6:2, 6:4 (8 czerwca)         |                                | 3:6, 4:6 (8 czerwca)           | 1–1       | 2–2      | 19–18    | 2.      |
| B3 | Mansur Bahrami Fabrice Santoro | 6:4, 6:3 (7 czerwca)         | 6:3, 6:4 (8 czerwca)           |                                | 2–0       | 4–0      | 24–14    | 1.      |